# Lehi
Vous lisez un « article de qualité » labellisé en 2006.
Le Lehi (acronyme hébreu pour Lohamei Herut Israël, « Combattants pour la liberté d’Israël », לח"י - לוחמי חירות ישראל) est un groupe paramilitaire et terroriste sioniste actif entre 1940 et 1948.
L’organisation commet de nombreux attentats contre les Britanniques, de 1941 à 1948, puis contre les Arabes de Palestine, en 1947 et 1948, ainsi que l'assassinat en 1948 de Folke Bernadotte qui avait pour mission de mettre en place le Plan de partage de la Palestine.
Les autorités britanniques ont nommé ce groupe Stern gang (la bande ou le groupe Stern), en référence au nom de son premier dirigeant Avraham Stern. Le terme Stern group, en français groupe Stern, fut également employé dans les années 1940, et reste une dénomination fréquemment utilisée.
Après la mort de Stern en février 1942, l’organisation fut dirigée par un triumvirat dont faisait partie Yitzhak Shamir, futur Premier ministre israélien, Israël Eldad et Nathan Yolin Mor,  jusqu’à sa dissolution en septembre 1948 par les autorités israéliennes, conséquence de l'assassinat du comte Bernadotte, médiateur spécial des Nations Unies en Palestine et du colonel français Sérot, chef des observateurs des Nations Unies. La nouvelle direction réorienta l’idéologie de l’organisation dans un sens se voulant « anti-impérialiste » et en soutien de l'Union soviétique.
Dans son combat contre les Britanniques, le groupe tente sans succès des contacts en 1941 avec l’Italie fasciste et avec l’Allemagne nazie afin d'établir un régime totalitaire en Palestine et de permettre aux Juifs européens d'immigrer en Eretz-Israël,,. En retour, le Lehi promit de combattre l’empire britannique de l’intérieur,. À cette date, le groupe se déclarait notamment « étroitement lié aux mouvements totalitaires européens, par sa conception du monde et ses structures ». Le combat contre l’ennemi britannique, immédiat, était considéré comme prioritaire par rapport à celui contre le nazisme.

## Idéologies
On distingue deux périodes dans la définition par le Lehi de son idéologie.

### Idéologie: de la création du Lehi (1940) à la mort de Stern (1942)
Sous la direction d’Avraham Stern, le Lehi a été clairement un groupe d’extrême droite, dont les membres (mais pas tous) étaient pour une bonne partie influencés par le fascisme italien. L’influence politique originelle de Stern se situe au sein du groupe des Birionim, un groupe de sympathisants fascistes agissant en marge du parti de la droite sioniste, le parti révisionniste, au début des années 1930.
En novembre 1940, la toute jeune organisation publie ses thèses, sous la forme de 18 « principes de la renaissance (Ikarei ha'Tehiya) ». On y indique en particulier que :
- les frontières d’un État juif doivent aller du Nil à l’Euphrate (de l’Égypte à l’Irak). Cette terre sera « conquise sur les étrangers par le glaive ». La revendication d’un État sur une forte partie du Moyen-Orient se fait en référence à la Bible (Genèse 15-18). Cependant, dans la pratique, la revendication du Lehi porte ensuite essentiellement sur la Palestine et la Transjordanie (Jordanie actuelle) ;
- le « Troisième royaume d’Israël » y sera rétabli (cette phrase est modifiée en février 1941) ;
- les exilés juifs se rassembleront dans le nouvel État ;
- le temple de Jérusalem sera reconstruit (le Stern regroupe essentiellement des laïcs. Le temple est ici plus un symbole national que religieux. La majorité des Haredim (ultra orthodoxes) est d’ailleurs hostile à une telle reconstruction, considérant qu’elle est l’apanage du Messie) ;
- les populations arabes doivent partir du nouvel État : « le problème des étrangers sera résolu par un échange de population[11] ».

Dans un autre de ses textes, le Lehi indique que le monde est divisé « entre races combattantes et dominatrices d’une part, et races faibles et dégénérées de l’autre ». Les Hébreux doivent retrouver leurs vertus « guerrières et colonisatrices » de l’Antiquité.

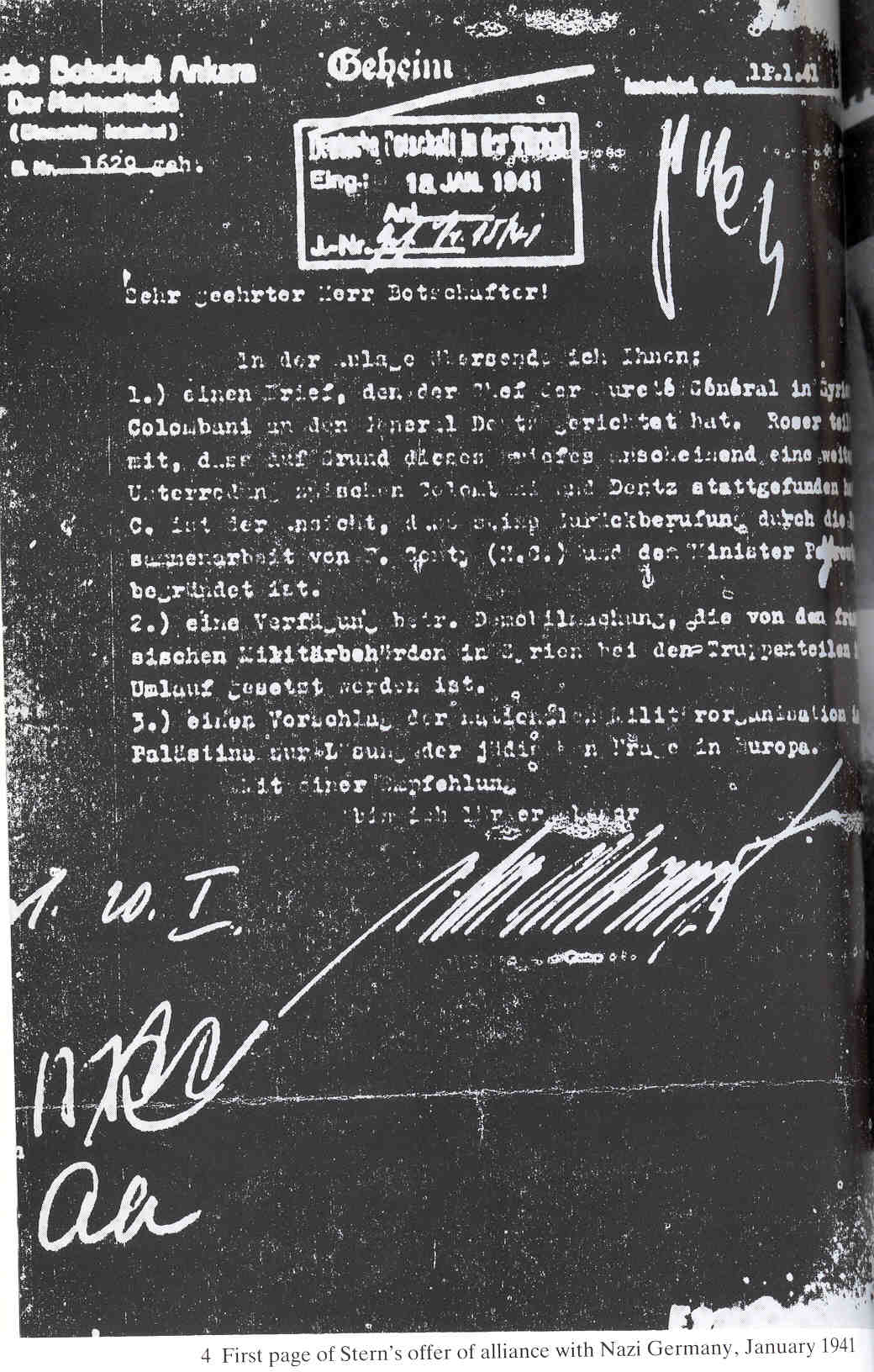
Lettre de la mission allemande au Liban envoyant les propositions du Lehi à l’ambassade allemande d’Ankara - Pour une transcription allemande et une traduction anglaise, voir ici.

Quelques semaines après la publication des « principes de la renaissance », en janvier 1941, la direction du Lehi adresse (via son représentant, Naftali Loubentchik) un nouveau texte aux représentants allemands au Liban, proposant une collaboration contre l’Angleterre, et exposant l’orientation idéologique du Lehi. Le Lehi se présente ici sous le nom de NMO (National Military Organization) ou Irgoun, qu’il venait de quitter. Le Lehi, contrairement à l’Irgoun, était en effet une organisation armée encore inconnue. Le texte fut remis à Werner Otto von Hentig (en), spécialiste de l’Orient au ministère allemand des affaires étrangères, et au capitaine de réserve Rudolf Rözer, des renseignements allemands, qui furent les deux interlocuteurs du Stern.
« Il ressort des discours des dirigeants de l’État national-socialiste allemand qu’un prérequis de l’Ordre nouveau en Europe requiert une solution radicale de la question juive à travers une évacuation (Judenreines Europa).

L’évacuation des masses juives de l’Europe est la pré-condition pour résoudre la question juive ; mais cela ne pourra être rendu possible et total que grâce à l’installation de ces masses dans le foyer du peuple juif, en Palestine, et à travers l’établissement d’un État juif dans ses frontières historiques.
La résolution définitive par ce moyen du problème juif et la libération du peuple juif, c’est l’objectif de l’activité politique et des longues années de lutte du mouvement pour la liberté d’Israël, l’Organisation militaire nationale (Irgoun Tzvaï Leumi) en Palestine.
La NMO, connaissant la position bienveillante du gouvernement du Reich envers l’activité sioniste à l’intérieur de l’Allemagne, et les plans sionistes d’émigration estime que :
- Il pourrait exister des intérêts communs entre l’instauration d’un ordre nouveau en Europe en conformité avec la conception allemande, et les véritables aspirations du peuple juif telles qu’elles sont incarnées par le NMO.
- La coopération entre l’Allemagne nouvelle et une nation hébraïque rénovée (Völkisch Nationalen Hebraertum) serait possible et,
- L’établissement de l’État juif historique sur une base nationale et totalitaire, lié par un traité au Reich allemand, pourrait contribuer à maintenir et à renforcer la future position de pouvoir de l’Allemagne au Proche-Orient.

Du fait de ces considérations, le NMO en Palestine, sous la condition que soient reconnues les aspirations nationales susmentionnées du mouvement pour la liberté d’Israël par le Reich allemand, offre de prendre une part active à la guerre aux côtés de l’Allemagne.[…]
La coopération du mouvement pour la liberté d’Israël irait dans le sens de l’un des récents discours du Chancelier du Reich allemand, dans lesquels Monsieur Hitler soulignait qu’il utiliserait toute forme de coalitions dans le but d’isoler l’Angleterre et de la battre.[…]
L’attitude pro-britannique de l’organisation révisionniste en Palestine […] a mené à l’automne de cette année à une coupure complète entre elle et le NMO, ainsi qu’à la scission au sein du mouvement révisionniste qui a suivi.[…]

Le NMO est étroitement lié avec les mouvements totalitaires européens par sa structure et sa conception du monde […]. »

### Idéologie: après la mort de Stern - 1943-1948
Après la mort de Stern en février 1942, et surtout à partir de sa réorganisation fin 1943, le Lehi regroupe les ultranationalistes juifs les plus radicaux, couvrant désormais un large éventail politique. Il existe à partir de 1944 quatre sensibilités bien identifiées :
- une sensibilité restée proche de la droite sioniste révisionniste traditionnelle, avec des gens comme Yitzhak Shamir ;
- une sensibilité fidèle au 1er Lehi d’extrême-droite, avec des gens comme Israël Eldad ;
- une sensibilité ultra-nationaliste mais pro-soviétique, autour de Nathan Yalin Mor ;
- une sensibilité « cananéenne », ultra-nationaliste, mais prônant la rupture avec le judaïsme et le développement d’une identité nationale « hébraïque » néo-païenne.

Au-delà de ses sensibilités, le Lehi adopte fin 1943 début 1944, sous l’influence de Yalin Mor, un vocabulaire « anti-impérialiste » et pro-soviétique très éloigné de ses origines. « Le Lehi se perçoit [maintenant] comme un mouvement « révolutionnaire » qui, contrairement à l’Irgoun, a coupé toutes ses attaches avec la droite révisionniste ».
Un point n’a pas changé, cependant : la référence positive au terrorisme. Sans être permanentes, les professions de foi terroristes ne sont pas rares au Lehi : « Le NMO, dont les activités terroristes ont commencé dès l’automne de l’année 1936, est devenu, après la publication du livre blanc britannique, particulièrement influent à l’été 1939 grâce à l’intensification réussie de son activité terroriste et au sabotage des intérêts britanniques », ou « les actes terroristes stimulent l’imagination populaire, réveillent les énergies dormantes, donnent une impulsion au mouvement révolutionnaire ». Par ces revendications, le Lehi s’inscrit dans une certaine tradition révolutionnaire russe, comme celle de la Narodnaïa Volia (la volonté du peuple) et des nihilistes, chez qui le terme de « terrorisme », compris comme « terreur contre les ennemis du peuple », est positif. On peut aussi noter que l’un des inspirateurs d’Avraham Stern, Abba Ahiméir, avait écrit en 1926 un « livre des sicaires », où il se livrait à une apologie du terrorisme individuel.

## Aux origines du Lehi
S’il se crée en septembre 1941, le Lehi n’apparaît pas par hasard. Il est le produit de la situation politique des années 1930.

### La tentation fasciste et les Birionim

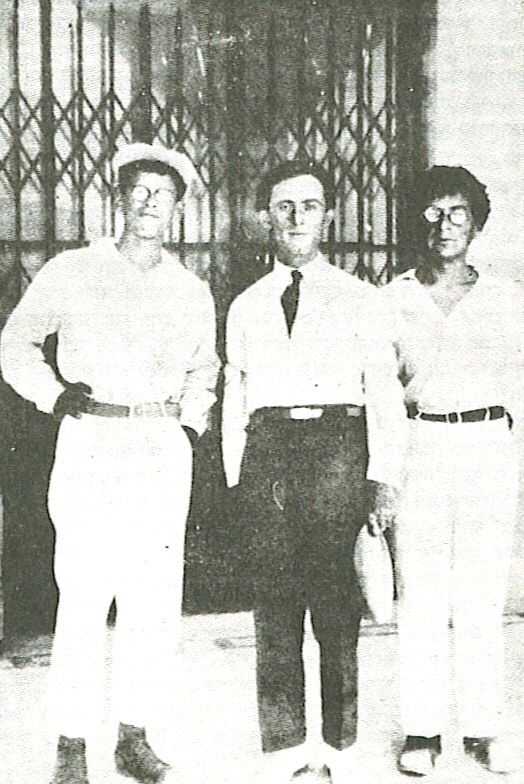
Abba Ahiméir, Uri Zvi Greenberg et Yehoshua Yevin, au début des années 1930.

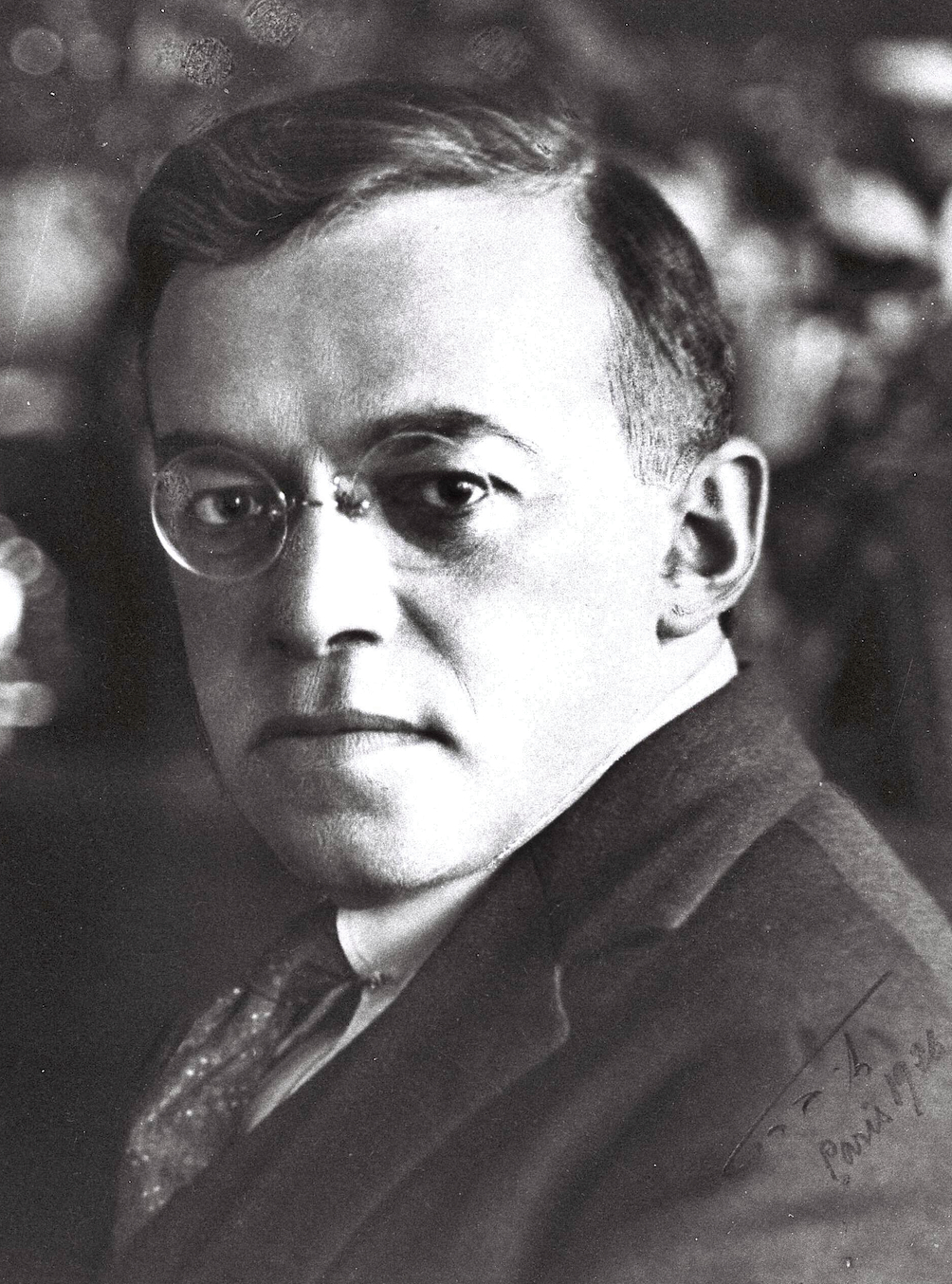
Zeev Vladimir Jabotinsky

En 1928, trois hommes entrent au parti révisionniste (droite sioniste). Ils viennent de la gauche sioniste mais se sont retournés contre elle et affichent maintenant des sympathies fascistes. Ce sont le journaliste Abba Ahiméir, le poète Uri Zvi Greenberg et le médecin et écrivain Yehoshua Yevin. Les trois hommes rêvent d’une organisation de « chefs et de soldats », et s’organisent en 1931 au sein d’un association secrète et indépendante de la direction du parti, « Brit Ha’Birionim ». Stern, lui-même écrivain et poète, a commencé une collaboration intellectuelle avec des Birionim dans Metzouda (forteresse), le bulletin de la Haganah nationale (future Irgoun), au début des années 1930. Il y a croisé les représentants de différentes tendances politiques, dont le Dr Yehoshua Yevin lui-même.
Ahiméir fait bientôt figure d’idéologue marquant du parti en Palestine (qui n’est qu’une section du parti, et pas la plus importante), et influence fortement le Betar. Officiellement, il soutient Vladimir Jabotinsky, le chef historique des révisionnistes. Plus discrètement, il le critique, considérant qu’il n’y a plus guère de différence entre lui et la gauche. En secret, les Birionim récupèrent des armes et préparent des attentats, qui n’eurent finalement pas lieu.
En 1932, au cinquième congrès du parti révisionniste, Ahiméir propose de transformer celui-ci en un parti autoritaire sur le modèle fasciste. Jabotinsky déclare : « je considère comme néfaste tout mouvement qui nie le principe d’égalité entre les citoyens […] c’est bien pourquoi je vous considère, Ahiméir, comme un adversaire politique ». Jabotinsky refuse cependant de rompre avec son extrême droite, et s’appuie à l’occasion sur elle.
Le 16 juin 1933, le directeur du département politique de l’Agence juive, le socialiste Haïm Arlozorov, est assassiné. Le matin même, Hazit Ha’am, journal de la section ouvrière du parti révisionniste, dirigé par Hahiméir, avait lancé une attaque très violente contre lui. Hahiméir est accusé, jugé, et acquitté du meurtre. La gauche sioniste a cependant mené de violentes attaques contre la tendance « extrémiste » du révisionnisme et celle-ci ne s’en releva pas. Mais si les sympathisants fascistes semblent marginalisés après l’affaire Arlozoroff, ils n’ont pas disparu. Avraham Stern et quelques autres membres du parti révisionniste continuent discrètement à défendre leurs idées tout au long des années 1930.

### L’Irgoun et le choix de la violence

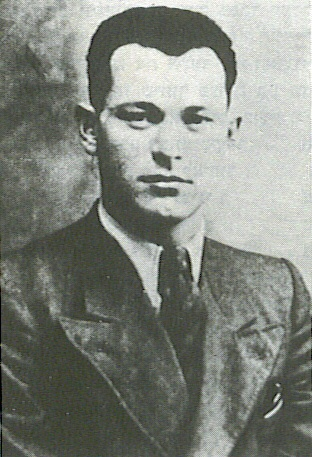
David Ratziel, chef de l'organisation de 1937 à 1941.

En 1936 commence la Grande Révolte arabe en Palestine.
L’Irgoun, mouvement armé très proche du révisionnisme, décide de réagir par des attentats ciblant la population civile palestinienne. Vladimir Jabotinsky est réticent. À Alexandrie, en juillet 1937, il indique encore « je ne vois nul héroïsme à tirer sur un fellah venu vendre ses légumes à Tel-Aviv, ni le bénéfice politique que nous pourrions en tirer ».
La question de la violence agite l’organisation pendant toute l'année 1937. Moshe Rosenberg, responsable de l’Irgoun à l’automne 1937 est ainsi hostile à la violence aveugle. Mais il est rapidement remplacé par David Ratziel, appuyé par Avraham Stern, qui prend de l’importance dans l’organisation.
De la fin 1937 à la fin 1939, l’Irgoun commet plusieurs dizaines d’attentats, qui font environ 250 victimes civiles arabes.
Stern, en particulier, développe une justification extrême de la violence. Eri Jabotinsky, le chef du Betar de Palestine et fils de Vladimir Jabotinsky, écrira des années plus tard : « Sa logique m'a toujours influencé » car « il était le seul à savoir de quoi il parlait », « mais je ne pouvais supporter la froide cruauté qu'il dégageait, et que je percevais à travers certains de ses poèmes ».
Pendant cette période, Yitzhak Shamir (en 1937) et de nombreux militants révisionnistes entrent à l’Irgoun. Ce faisant, ils développent une acceptation morale et politique de la violence, une des caractéristiques du Lehi.

### Le «plan d’évacuation»

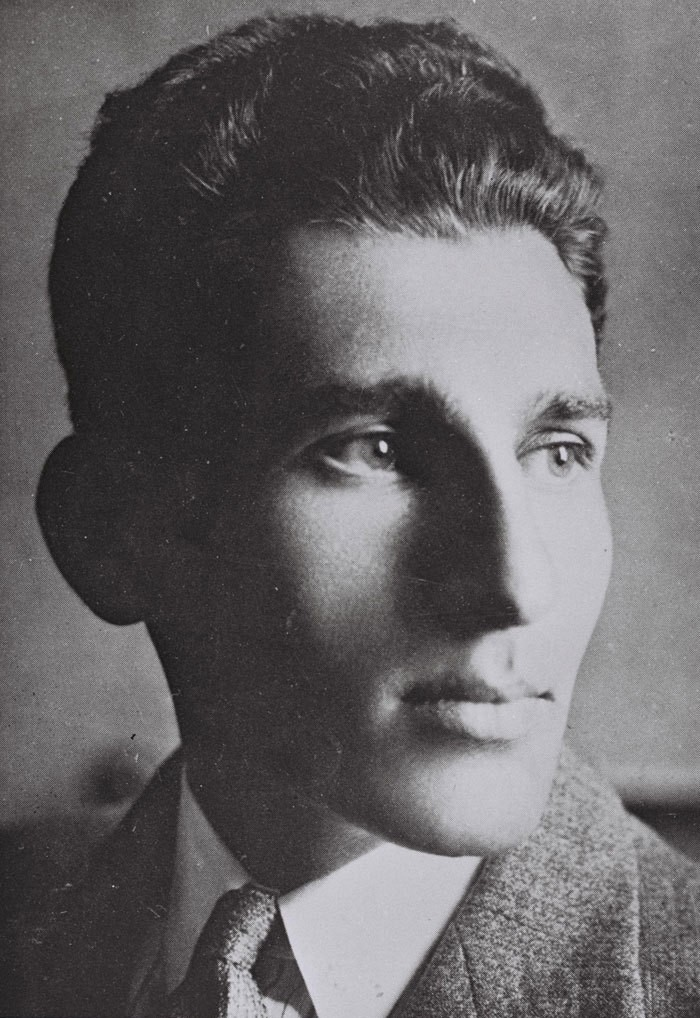
Avraham Stern

En 1936, le gouvernement polonais lance une campagne anti-juive de grande envergure, et encourage le départ des juifs. La coalition des partis au pouvoir (OZON) interdit l’adhésion des juifs en 1937. Le gouvernement indique en 1938 qu’il souhaite le départ du plus de juifs possible de la Pologne (10 % de la population) en quelques années.
En septembre 1936, Vladimir Jabotinsky entreprend une tournée de conférences en Pologne, pour convaincre le gouvernement et l’opinion juive que c’est vers la Palestine que les juifs doivent être dirigés. Le Premier ministre, le général Felicjan Sławoj Składkowski, le reçoit, et les deux parties s’affichent volontiers ensemble par la suite. L’objectif de Jabotinsky est de trouver un allié pour faire pression sur la Grande-Bretagne, dans le but d’augmenter le nombre des visas d’immigration que la puissance mandataire limite nettement depuis le début des années 1930. Le « mariage d’amour » (le terme est de Marius Schattner) avec un régime antisémite est très mal accepté dans le mouvement sioniste et chez les juifs polonais. Le parti révisionniste en sortit durablement affaibli.
Mais au-delà du politique, la collaboration des révisionnistes avec la Pologne a également un volet militaire. À la suite des entretiens d’octobre 1937 entre Jabotinsky et le chef des armées, le maréchal Rydz-Smigly et le ministre des affaires étrangères, le colonel Beck, un soutien concret est apporté à l’Irgoun. Avraham Stern est chargé du dossier du côté de l’Irgoun, en tant qu’envoyé spécial. Au printemps 1939, l’armée polonaise donne à 25 officiers de l’Irgoun « un stage d’entraînement militaire et de sabotage ». De l’argent est versé en 1939. Cinq mille fusils sont livrés la même année (même si seule une petite partie des fusils parvient en Palestine, du fait de l’invasion de la Pologne par l’Allemagne[réf. nécessaire].
De cette expérience, Stern et ses proches retinrent que des relations fructueuses pouvaient être mises en place avec un gouvernement antisémite, pour peu que les deux parties y aient un avantage.

### Le livre blanc de 1939
En mai 1939, les Britanniques publient un troisième « livre blanc » sur la Palestine, réponse politique à la « Grande Révolte arabe en Palestine ». Ils mettent quasiment fin à l'immigration juive, et envisagent (de façon vague) un État unitaire en Palestine pour 1949, État forcément à majorité arabe. Par ailleurs, dit le « livre blanc », « le gouvernement de Sa Majesté déclare aujourd’hui sans équivoque qu’il n’est nullement dans ses intentions de transformer la Palestine en un État juif ». C’est potentiellement la fin des espoirs sionistes.
Jusqu’alors, le mouvement révisionniste avait critiqué le mandat Britannique, pas assez favorable aux juifs. Mais il restait un allié du Royaume-Uni. Le « livre blanc » du 17 mai change totalement la situation. L’Irgoun commence à élargir ses actions à la lutte contre les Britanniques. David Ratziel, son commandant, vient d’être arrêté. « Sous l’impulsion de Stern qui a pris […] une influence prépondérante sur l’organisation », des centraux téléphoniques sont attaqués, des bombes explosent à la poste de Jérusalem et à la radio nationale. « Trois policiers britanniques et deux juifs, accusés de servir d’auxiliaires, sont assassinés ».
Mais en septembre 1939, la Seconde Guerre mondiale éclate. Stern est à son tour arrêté. Jabotinsky, dont l’influence sur l’Irgoun est devenue très théorique, pousse à arrêter les opérations armées, au nom de la priorité à la lutte contre le nazisme. Ratziel le soutient, « Stern et la majorité du commandement s’y opposent ». Un accord est finalement signé par Ratziel fin 1939. « Le 18 juin 1940, après beaucoup d’hésitations, [les Britanniques relâchent] Stern et les quatre autres commandants de l’Irgoun. Ils vont le regretter ».

### Les origines: synthèse
Sous l’influence des mouvements autoritaires d’Europe, les années 1930 ont vu le développement d’un courant politique, petit mais actif, à l’extrême droite du sionisme.
Ce courant s’est habitué à la violence politique dans le cadre (idéologiquement plus large) de l’Irgoun.
Certains de ses membres ont développé des contacts fructueux avec le régime antisémite polonais. Pour eux, l’Allemagne antisémite n’est donc pas forcément l’adversaire obligé que voient les autres courants sionistes, y compris au sein de l’Irgoun.
Le « livre blanc » britannique de 1939 a achevé de les convaincre qu’ils n’ont plus rien à attendre de la collaboration avec la Grande-Bretagne.
Enfin, les défaites anglo-françaises de 1939-1940 les persuadent que les démocraties occidentales sont condamnées. Stern, en particulier, croit à la victoire des forces de l’Axe.
Le cessez-le-feu de l’Irgoun est le déclencheur de la rupture.

## La scission de l’Irgoun
L’opposition à la trêve avait été majoritaire au sein du commandement de l’Irgoun. Avraham Stern, ainsi que bon nombre d’officiers et de militants font donc scission en septembre 1940, et créent le Lehi[réf. souhaitée]. Dans les premiers mois, la nouvelle organisation prend en fait le nom d’« Irgoun Zvaï Leumi be Israël » : « Organisation militaire nationale en Israël ». Le nom de « Lohamei Herut Israel » (Lehi) vient en 1942.
La scission d’avec l’Irgoun va en pratique prendre plusieurs mois, certains militants hésitant entre l’Irgoun (et sa politique de cessez-le-feu) et les partisans de Stern. Le parcours de Yitzhak Shamir est ainsi révélateur. En contact avec le groupe Stern dès le début, il « n’arrive pas à prendre son parti. Pendant des mois, il oscillera entre les deux camps rivaux, sans s’engager ni dans l’un ni dans l’autre. Ce n’est qu’au printemps 1941 que Shamir rejoint le groupe Stern, après l’échec des […] premières tentatives de contact avec l’Axe »[réf. nécessaire]. Shamir avait connaissance de ces tentatives, et ne semble pas s’y être opposé. Après la guerre, il déclarera cependant qu’il n’y avait pas été favorable. En toute hypothèse, il n’était encore à l’époque qu’un cadre intermédiaire de la nouvelle organisation, sans poids décisionnel marqué[réf. nécessaire]. Hostile aux Britanniques, ne reculant pas devant la violence (il dirigeait la 8e compagnie de l’Irgoun de Tel-Aviv, et était donc très impliqué dans les attentats anti-arabes), mais pragmatique et peu intéressé par les grands débats idéologiques, il aurait été longtemps rebuté par l’exaltation de Stern. Marius Schattner note que « l’extrémisme de Yaïr le rebute ». Yaïr était le pseudonyme de Avraham Stern dans la clandestinité. De façon révélatrice, ce pseudonyme venait du commandant de la place forte de Massada, au Ier siècle de notre ère, qui préféra organiser son suicide et celui des défenseurs, plutôt que de se rendre aux Romains.[réf. nécessaire]

## La première campagne anti-britannique: 1940-1942
À partir de la fin 1940, Stern commence à organiser la guerre du Lehi contre les Britanniques, et pour cela tente de se trouver des alliés.
« Stern se tournera d’abord vers l’Italie, que l’extrême droite sioniste a longtemps courtisée ». Un soi-disant agent italien déjà en contact avec l’Irgoun, en fait un agent des services britanniques, signe ainsi le 18 septembre 1940 un accord avec le Lehi, dans lequel ce dernier se proclame « Gouvernement provisoire hébreu ». En échange de la reconnaissance par Rome de ce « gouvernement provisoire », le Lehi s’engage à établir un État « corporatiste », basé sur les principes du fascisme italien, et à accorder une base militaire à la flotte italienne. Cet accord fictif n’eut évidemment pas de suite.
Après cet échec, Stern décide de se tourner vers l’Allemagne et envoie en décembre 1940 un représentant au Liban, à l’époque sous domination de la France de Vichy, et où les Allemands opèrent au grand jour. En janvier 1941, son envoyé transmet un texte, dans lequel le Lehi déclare : « l’installation de l’État hébreu historique, basée sur le nationalisme et le totalitarisme et liée à un traité avec le Reich allemand, serait dans l’intérêt du renforcement du futur rapport de force allemand au Proche-Orient […] Le NMO en Palestine propose de prendre une part active dans la guerre aux côtés de l’Allemagne […]. Le NMO, dont les activités terroristes ont commencé dès l’automne de l’année 1936, est devenu, après la publication du livre blanc britannique, particulièrement influent à l’été 1939 grâce à l’intensification réussie de son activité terroriste et au sabotage des intérêts britanniques, ». Son principal contact allemand, « Von Hentig, ne cache pas à son interlocuteur que cette offre étrange n’a aucune chance d’être acceptée par Berlin, ne serait-ce qu’à cause des promesses du Reich aux Arabes ».
De janvier à juin 1941, l’émissaire du Lehi, Naftali Loubentchik, attend en vain une réponse officielle des Allemands. Les contacts subissent un arrêt définitif lorsque Loubentchik « est arrêté en juin 1941 par les autorités de la France libre, après la défaite des troupes vichystes ». Pendant cette période, la presse clandestine du Lehi essaie de rassurer la population juive de Palestine quant à la politique allemande, sans doute en vue de justifier une éventuelle alliance. Stern écrit ainsi dans le bulletin no 6 de l’organisation, en mars 1941 : « N’exagérons rien ! Il faut prendre le ghetto comme un moindre mal ». Pour lui, les 500 000 résidents du ghetto de Varsovie « jouissent d’un régime d’autonomie qui n’est certainement pas inférieur à celui du Vaad Leumi » (régime autonome juif en Palestine britannique). « Vivre séparément des Goyim (non juifs) n’est pas une tragédie ». Au sein du Yichouv, l’organisation « apparaît de plus en plus comme une cinquième colonne » allemande, et sa popularité qui n’était déjà pas très élevée s’effondre.
L’absence de réponse des Allemands et le manque de soutien international n'arrêtent pas le Lehi, qui organise un braquage destiné au financement des attaques anti-britanniques tout au long de l’année 1941. Les actions peinent cependant à se généraliser. Traquée par les Britanniques, très impopulaire dans le Yichouv, l’organisation souffre de pertes importantes mais aussi de nombreuses défections : « le groupe ne compte plus qu’une centaine de membres à la fin de l’été 1941, contre plusieurs centaines en 1940. Presque tous les cadres, les uns après les autres, ont abandonné un chef qui a fait les preuves d’une incapacité flagrante dans le domaine de l’action directe, et dont la stratégie d’alliance avec l’Axe a failli sur toute la ligne ». L’organisation est alors « en pleine déliquescence ».
En octobre 1941 a lieu une importante réunion des cadres subsistants de l’organisation (réunion à laquelle Shamir participe). Elle vise à résoudre les problèmes aigus du Lehi. Schattner parle d’un « débat dramatique de plusieurs jours ». À la fin de cette réunion, Stern réaffirma sa volonté de trouver un accord avec les Allemands, malgré l’échec libanais.
Une ultime tentative fut donc faite fin 1941, quand Nathan Yalin Mor fut envoyé vers les Balkans pour prendre contact avec le Reich. D’après Yalin Mor, Stern lui démontra « qu’il faut savoir établir une distinction entre l’adversaire et l’ennemi […]. Notre devoir […] est […] de libérer notre patrie. Pour y parvenir, nous devons utiliser tous les moyens, y compris une alliance avec notre ennemi ». La mission échoua du fait de l’interception de Yalin Mor en Syrie, avant même qu’il ait pu franchir la frontière turque.
Le 2 décembre 1941, Yitzhak Shamir est arrêté dans l’appartement qu’il partage avec Yehoshua Zettler (responsable du Lehi à Jérusalem, et futur organisateur de l’assassinat de Folke Bernadotte).
Fin 1941, pour réagir à la crise qu’il traverse, le Lehi déclenche une offensive contre la police. C’est en janvier et février 1942 que les actions armées du « groupe Stern » sont les plus nombreuses. Un policier juif de rehovot, accusé d’être un informateur, est abattu. « Le 20 janvier 1942, le chef de la police de Tel-Aviv, un autre officier de police juif et un policier britannique sont tués ». Des braquages sont commis qui causent des morts civiles. Les Britanniques réagissent en emprisonnant ou en tuant les derniers chefs. Ils « peuvent compter cette fois sur la coopération du Yichouv dont les instances […] condamnent avec véhémence le « gang d’assassins », et multiplient les appels à la délation ». Isolé, Avraham Stern est arrêté le 12 février 1942 rue Mizrahi B, dans un quartier populaire de Tel-Aviv. Attaché, il est abattu peu après par un inspecteur britannique du CID (Central Intelligence Department), une des cibles favorites de Stern.

## La réorganisation: 1942-1943

Nathan Yalin Mor (au centre), en 1949. Devient membre de la direction du Lehi fin 1943.

Après l’exécution de Stern par les Anglais et l’arrestation des forces vives de l’organisation, le Lehi semble disparaître. Ses actions cessent totalement. Seuls 20 ou 30 militants restent libres mais sans capacité opérationnelle aucune.
La réorganisation du Lehi fut le fait de Yitzhak Shamir. Évadé en septembre 1942, âgé de 27 ans, Michael (son pseudonyme dans la clandestinité)[réf. nécessaire], prend la direction de l’organisation, recrute de nouveaux membres, restructure les réseaux, divise la structure en cellules cloisonnées.
Considérant que les actions armées sont prématurées pour une organisation clandestine convalescente, il interdit toute action contre les Britanniques. Un des cadres de l’organisation (Eliahou Guiladi) refusant cette orientation « réaliste » est d’ailleurs assassiné en 1943. « Trois règlements de compte ponctuent la reconstitution du groupe Stern ». Outre Guiladi, un autre cadre, ancien chef du service de renseignements de l’Irgoun, retourné par les Britanniques, et un membre du Lehi ayant fait défection sont également exécutés.
Le 1er novembre 1943, Nathan Yalin Mor (capturé en Syrie fin 1941 en essayant de contacter les Allemands) et 19 compagnons, dont un certain nombre de cadres, s’évadent et viennent renforcer le Lehi. Une nouvelle direction est créée, appelée « le centre ». Elle est composée de trois Polonais, tous anciens du Betar : Nathan Yalin Mor (responsable politique), Yitzhak Shamir (responsable des opérations) et Israël Eldad (responsable de la propagande).

## La seconde campagne anti-britannique: 1944-1947

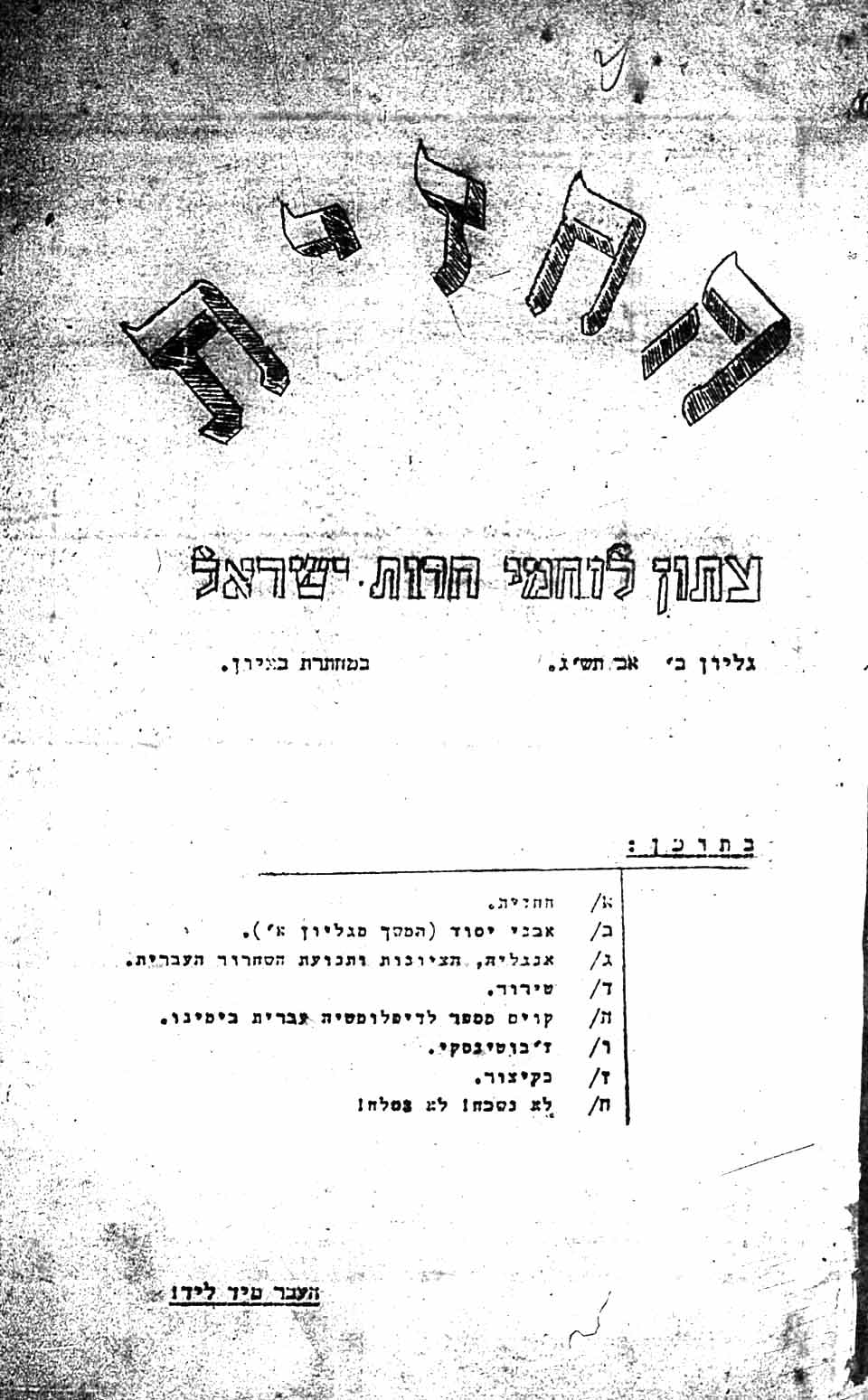
La couverture d’un journal clandestin du Lehi, en 1943.

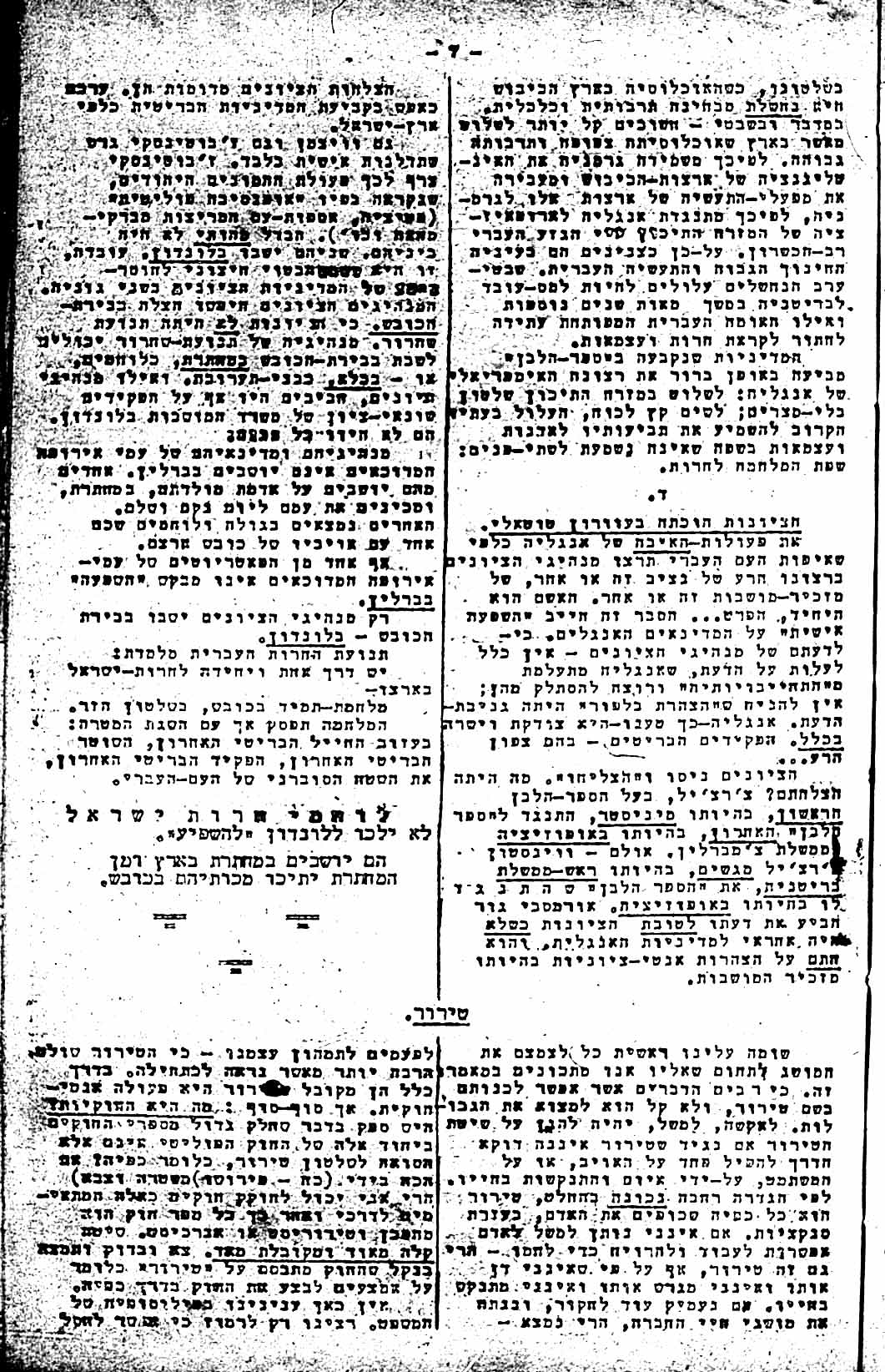
Une page intérieure du journal.

Début 1944, le Lehi reprend sa lutte contre le Royaume-Uni.

### Un nouveau contexte
L’état d’esprit du Yichouv avait changé. Le refus des Britanniques de laisser rentrer les juifs qui fuyaient l’Europe, l’éloignement de la menace nazie, la crainte d’un État palestinien indépendant (envisagé par les Britanniques pour 1949) contribuaient à tendre la situation entre les Britanniques et l’opinion juive en Palestine.
En février 1944, l’Irgoun rompt son cessez-le-feu, et lance une série d’attaques contre les Britanniques en Palestine, rejoignant ainsi la position défendue par le Lehi depuis 1940.
Les nouvelles actions du Lehi se développent donc dans un contexte très différent et bien plus favorable. L’opinion publique juive reste hostile à la violence du Lehi et de l’Irgoun mais une minorité substantielle la considère maintenant comme acceptable, voire nécessaire. Alors que les actions et les positions politiques du Stern en 1941 n’avaient cessé de l’affaiblir, celles qu’il mène de 1944 à 1948 ne cessent de le renforcer. À la mi-1948, le Lehi a 500 à 1 000 combattants (sans compter les sympathisants). Il n’en avait que 20 ou 30 en 1942.
Une des raisons de ce succès relatif est le nouveau positionnement idéologique du Lehi. Le « centre » a abandonné toute référence au fascisme ou à l’alliance avec le nazisme. C’est maintenant un nouveau discours « anti-impérialiste » qui est développé sous l’influence de Yalin Mor, discours plus en phase avec l’époque et le poids croissant de l’Union soviétique.
La recherche d’alliances extérieures n’est pas abandonnée, mais ce ne sont plus les pays de l’Axe qui sont courtisés. En 1944-1945, la France libre est approchée. Le Lehi souhaite jouer sur la rivalité traditionnelle de la France et de la Grande-Bretagne au Moyen-Orient. Mais la France libre n’est guère intéressée. D’une part, elle reste très dépendante de la Grande-Bretagne. D’autre part, elle vient d’accorder l’indépendance à la Syrie et au Liban (même si des troupes y restent stationnées jusqu’en 1946) et exprime donc moins d’ambitions dans la région.
Le Lehi explore donc un rapprochement avec l’Union soviétique. Au plan idéologique, sans jamais se définir comme communiste (la base de l’organisation ne l’est clairement pas), le Lehi insiste sur la lutte contre l’« impérialisme britannique », et proclame que « le peuple hébreu dans sa patrie est un peuple d’ouvriers et de paysans ». Les 18 « principes de la renaissance » d’Avraham Stern sont oubliés (mais la revendication d’un État juif sur toute la Palestine et la Transjordanie reste ferme). En 1946, le Lehi propose un « plan de neutralisation du Moyen-Orient », et fait valoir que le retrait des « impérialistes » de la région supprimerait une menace sur le flanc sud de l’URSS. L’URSS se garde d’entretenir des liens avec une organisation armée anti-britannique (la guerre froide ne commence qu’en 1947-1948, après l’arrêt des opérations du Stern contre les Britanniques), mais le soutien soviétique au plan de partage de la Palestine de 1947 (et au départ des Britanniques de Palestine) malgré son hostilité traditionnelle au sionisme, montre que l’URSS a bien compris le positionnement anti-britannique des organisations armées sionistes dont le groupe Stern.

### Les premières opérations
En même temps que l’Irgoun, mais sur une moindre échelle du fait de sa taille, le Lehi procède à des sabotages et à des attaques armées contre des objectifs militaires, politiques ou policiers britanniques.
Le 8 août 1944, le haut commissaire britannique pour la Palestine (gouverneur), sir Harold MacMichael, très impopulaire dans le Yichouv, échappe à une tentative d’assassinat du Lehi. À son poste, chargé d’appliquer le « livre blanc » de 1939, Sir MacMichael devait lutter contre l’immigration clandestine juive en Palestine, qui concernait souvent des juifs fuyant l’Europe nazie. C’est sous son mandat que se déroule la tragédie du Struma, un cargo chargé de centaines de fuyards, qui coule après avoir été repoussé en mer, entraînant la mort de 768 personnes. L’émotion fut très vive dans le Yichouv et y ancre la mauvaise réputation de Sir MacMichael.
L’opération la plus spectaculaire fut cependant l’assassinat sur ordre du « centre » de lord Moyne, secrétaire d’État britannique au Caire, chargé de gérer l’effort de guerre contre l'Allemagne nazie et l'Italie fasciste dans cette région statégique. Celui-ci avait déclaré le 9 juin 1942 devant la Chambre des lords que les juifs n’étaient pas les descendants des Hébreux antiques, et qu’ils n’avaient aucune « réclamation légitime » sur la terre sainte. En faveur d’une limitation de l’immigration en Palestine, il fut accusé d’être « un ennemi impitoyable de l’indépendance hébreu ». À la suite de son assassinat, le premier ministre, Winston Churchill, condamne des « gangsters dignes de l’Allemagne nazie », tandis que la direction sioniste dénonce « [un] terrorisme qui risque de [la] détruire de l’intérieur ». Les deux assassins de Lord Moyne seront pendus au Caire le 22 mars 1945.
Le 6 novembre 1944, lord Moyne est assassiné au Caire par deux jeunes membres du Lehi, Eliahou Beit Tsouri et Eliahou Hakim, appartenant au courant « cananéen » de l’organisation. Les deux hommes furent jugés en Égypte et exécutés le 22 mars 1945. En 1975, les corps des deux assassins, enterrés en Égypte, sont échangés contre 20 prisonniers arabes, et enterrés au mont Herzl, dans un secteur réservé aux citoyens éminents de la nation. Le gouvernement britannique déplore qu’Israël honore des assassins comme des héros. « L’ironie de l’histoire est que Moyne, qui avait été longtemps opposé à la création d’un État juif, était venu à penser qu’il n’y avait pas d’autre solution ».
Après l’assassinat de lord Moyne, la pression britannique sur le mouvement sioniste officiel et sur l’Agence juive (l’exécutif autonome juif en Palestine) devint très forte. L’Agence dut promettre de mener une action plus déterminée contre le Lehi (mais aussi contre l’Irgoun).

### «La saison»: 1944-1945

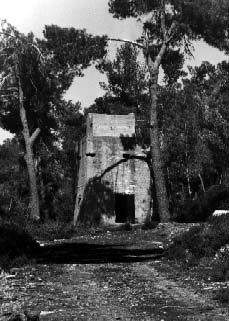
Un camp de détention de la Haganah, pendant la « saison ».

Dès avril 1944, peu après la reprise de leurs opérations armées, David Ben Gourion, président de l’Agence juive, avait menacé de réprimer l’Irgoun et le Lehi avec l’aide de la Haganah. Trois semaines après l’assassinat de Lord Moyne, et sous pression des Britanniques, il lance finalement le 26 novembre 1944 « la saison de la chasse aux terroristes », restée dans l’histoire sous le nom de « la saison ». Ce jour-là, il fait adopter par la Histadrout un programme en 4 points, qui prévoit la collaboration avec les Britanniques dans la traque des « terroristes » (Irgoun et Lehi).
« La campagne visera presque exclusivement l’Irgoun, la plus forte des deux organisations dissidentes, et la plus dangereuse comme rivale politique ». Le Lehi subit cependant une certaine pression. L’Agence juive fournit aux Britanniques 700 noms de suspects du Lehi et surtout de l’Irgoun. « Des dizaines seront enlevés par les équipes spéciales de la Haganah, et soumis à des interrogatoires sévères, accompagnés parfois de sévices. Menahem Begin, chef de l’Irgoun, interdit à ses hommes de se livrer à des représailles. Le Lehi fait de même.
La « saison » est un succès pour la Haganah. Beaucoup de cadres de l’Irgoun, et dans une moindre mesure du Lehi, sont en prison, même si les chefs réussissent à passer entre les mailles du filet. Mais l’attitude britannique reste inflexible vis-à-vis des réfugiés juifs que les armées alliées libèrent de l’occupation nazie. Toute entrée en Palestine leur reste interdite, et la colère grandit dans le Yichouv. La collaboration avec les Britanniques devient donc de plus en plus impopulaire, « y compris parmi ceux chargés de son exécution ». Devant la montée du mécontentement, la « saison » est stoppée au début de l’été 1945. L’Irgoun et le Lehi peuvent souffler et se réorganiser.

### Le «Mouvement de la Révolte hébraïque»: 1945-1946
« Le 1er octobre 1945, Ben Gourion adresse de Paris un télégramme ultra secret au commandement de la Haganah en Palestine, lui enjoignant d’engager la lutte contre le pouvoir mandataire. La Haganah se voit confier une double mission : assurer manu militari le débarquement des immigrants clandestins en Palestine mandataire, perpétrer des actes de sabotage calculés pour produire le maximum d’effet en causant un minimum de perte ».
D’octobre 1945 à juillet 1946, la Haganah, le Lehi et l’Irgoun créent un « Mouvement de la Révolte Hébraïque », dirigé par un « comité X » contrôlé par la Haganah.
L’entrée de la Haganah et de ses milliers de combattants (en particulier les 2 000 combattants d’élite du Palmach) donne une nouvelle ampleur à la lutte. Les sabotages se multiplient. Le 1er novembre, la Haganah fait ainsi sauter la ligne de chemin de fer en 153 points différents.
Londres réagit en portant les effectifs de l’armée à 80 000 hommes en décembre 1945 et 100 000 en 1947, soit plus d’1 soldat pour 20 habitants, enfants compris.
Le 27 décembre 1945, 10 policiers et militaires sont tués dans une série de raids du Lehi et de l’Irgoun. Le 25 avril 1946, le Lehi tue 7 parachutistes britanniques (attentat condamné par la Haganah).
Le 12 juin, le gouvernement refuse l’entrée de 100 000 réfugiés juifs (une recommandation de la commission anglo-américaine sur les réfugiés). Dans les jours qui suivent, les groupes armés multiplient les attentats. Le 22 juillet 1946, l’Irgoun fait sauter l’hôtel King David qui abrite le secrétariat du gouvernement britannique de Palestine. On dénombre 91 victimes (28 Britanniques, 17 juifs et 41 arabes), la plupart civiles. L’attaque a été planifiée par le « comité X », la Haganah demanda finalement d'annuler l’opération face à la possibilité de victimes civiles, mais l’Irgoun maintint l’opération.
Les modérés de l’Agence juive et de l’Organisation sioniste mondiale, en particulier Haïm Weizmann, faisaient pression depuis quelques semaines pour arrêter les actions armées. Les Britanniques avaient arrêté de nombreux responsables de la Histadrout, de l’Agence juive (dont Moshe Sharett, le chef de son département politique) et de la Haganah. L’attentat du King David avec ses dizaines de morts sonne le glas de l’« union sacrée » entre les trois organisations paramilitaires. La Haganah condamne l’attentat et quitte le MRH dès juillet 1946 mais l’Irgoun et le Lehi continuent leur collaboration.
Même le parti révisionniste, qui partage pourtant la même idéologie nationaliste que l’Irgoun, et dont beaucoup de membres du Lehi sont originaires, prit parfois ses distances d’avec certaines actions de l’Irgoun et du Stern.

### Les derniers combats contre les Britanniques - automne 1946 - été 1947

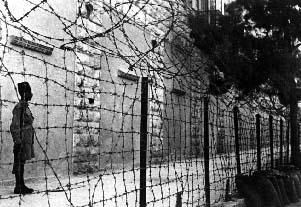
La zone de sécurité britannique à Jérusalem, surnommée « Bevingrad » en référence à Ernest Bevin.

Avec la fin du MRH à l’été 1946, le Lehi et l’Irgoun sont de nouveau isolés face aux Britanniques. Yitzhak Shamir, le chef des opérations du Lehi, a été arrêté le 2 août au cours des rafles qui ont suivi l’attentat contre le King David. Le sergent Martin, qui a reconnu Shamir malgré son déguisement de rabbin, sera assassiné par le Lehi quelque temps plus tard. Shamir est déporté en Érythrée par les Britanniques. Il s’en évade en janvier 1947 avec un compagnon, et se réfugie à Djibouti, alors territoire français. Après près de 4 mois de prison pour pénétration illégale sur le territoire, il obtient l’asile politique en France, la France a à l’époque une position favorable au mouvement sioniste. Si les liens avec les « dissidents » sont plus ténus, ils ne sont pas inexistants, comme le prouve l’accueil de Shamir. À l’été 1948, c’est la France qui fournit les gros des armes du cargo de l'Irgoun l'Altalena, armes qui provoquent un affrontement armé entre l'Irgoun et l'armée israélienne[réf. nécessaire]. Il débarque à Toulon le 1er mai 1947, et ne put revenir en Palestine qu’après l’indépendance d'Israël, en mai 1948. Sa longue absence (presque 2 ans) n’empêcha pas les actions du Lehi.
Après la fin du MRH, la répression britannique et la capture de Shamir, le Lehi et l’Irgoun respectent une période de préparation, avec peu d’actions. Celles-ci sont relancées en octobre 1946. « Débarrassés des contraintes que leur imposait l’alliance avec la Haganah, les dissidents n’en frapperont que plus fort ». De nombreux Britanniques sont tués. Ainsi, le 12 janvier 1947, à Haïfa, un camion piégé du Lehi explose contre un commissariat de police. Cinq policiers sont tués (deux Britanniques et trois Arabes). Il y a cent quarante blessés. Le 25 avril 1947, à Sarona, un autre camion piégé tue cinq policiers britanniques.

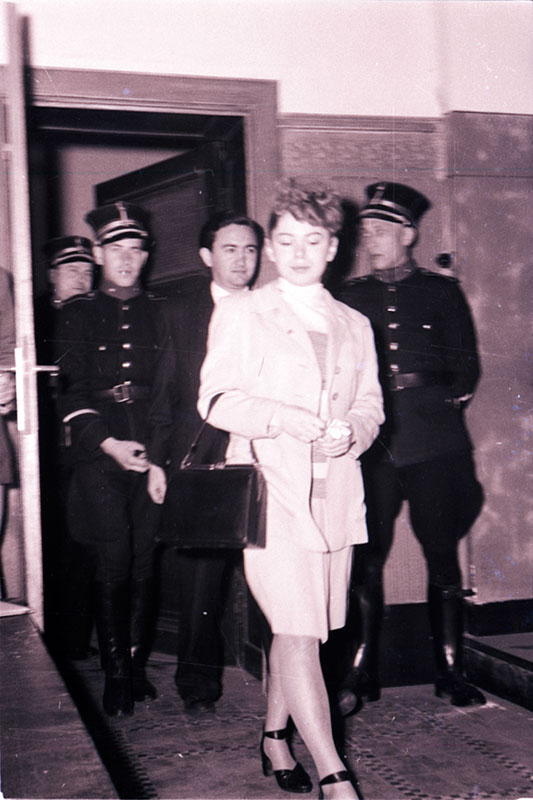
Betty Knouth sortant du tribunal de Mons.

Début 1947, le Lehi commence à organiser des opérations de sabotage en dehors de la Palestine, notamment à Londres. L’Irgoun avait pris l’initiative de telles actions par un attentat contre l’ambassade britannique de Rome le 31 octobre 1946[réf. nécessaire]. Le 7 mars, Robert Misrahi, alors élève de Jean-Paul Sartre à la Sorbonne, pose une bombe qui détruit le Club Colonial, un cercle militaire. Le 15 avril, une Française, Betty Knout, tente sans succès de faire exploser le Colonial Office. Le 4 juin, des colis piégés sont envoyés par courrier à une soixantaine de « haut responsables britanniques », parmi lesquels le ministre des Affaires étrangères Ernest Bevin, ou Anthony Eden. L’ancien chef des opérations du Lehi en Europe, Yaakov Eliav, révéla dans ses mémoires avoir projeté de répandre le bacille du choléra dans les canalisations d’eau potable de Londres. La cessation des hostilités à l’été 1947 se produisit avant un éventuel passage à l’acte.
En février 1947, le gouvernement britannique de Clement Attlee, ne parvenant plus à maintenir l’ordre en Palestine, décide de remettre son mandat aux Nations unies. Le 13 mai, l’ONU constitue un comité, l’UNSCOP, chargé de prendre une position sur l’éventuelle création d’un État juif. Le lendemain, les Soviétiques se déclarent en faveur d’un État juif indépendant.
L'annonce de l'abandon du mandat par les Britanniques n'entraîne pas immédiatement la fin des violences. Ainsi, le 31 mars, le Lehi s'en prend à la raffinerie de Haïfa, déclenchant un incendie qui est éteint en trois semaines. Finalement, à l'été 1947, les organisations armées (surtout le Lehi et l’Irgoun, car la Haganah a pratiquement arrêté ses attaques contre les Britanniques depuis l’été 1946 et se concentre surtout sur l’immigration clandestine), annoncent officiellement la fin de leurs opérations, conscientes que la violence pendant cette période de débats risquait de faire basculer ceux-ci en leur défaveur. Des attentats sont cependant encore commis sur le terrain.
La seconde vague des opérations du Stern et de l’Irgoun, entre l’été 1946 (en fait surtout l’automne) et l’été 1947, a coûté la vie à 141 Britanniques, sans compter les victimes juives ou arabes.

## Les derniers combats: décembre 1947 - septembre 1948
Le 30 novembre 1947, l’ONU vote un plan de partage de la Palestine, qui crée un État juif sur 55 % de la Palestine. Ce vote est accepté par l’Agence juive mais refusé par les pays arabes, les organisations palestiniennes (à l’exception du parti communiste), mais aussi par le Lehi et l’Irgoun alors que ces deux organisations réclament toujours un État juif sur l’ensemble de la Palestine et de la Transjordanie.

### Attaques contre les Arabes palestiniens
Au lendemain du vote de partage, des attentats et des émeutes anti-juives éclatent en Palestine et au Moyen-Orient ». De nombreux Juifs sont tués.
Dès décembre 1947, le Lehi et l’Irgoun reprennent les armes et ripostent par des attentats sanglants contre la population civile ou les combattants palestiniens. Sur la seule période allant de décembre 1947 à janvier 1948, les affrontements entre communautés et groupes armés font 869 morts (46 Britanniques, 427 Arabes, 381 Juifs et 15 autres).
Le Lehi, mais il n’est pas le seul, ne cherche pas l’apaisement. « Le 9 décembre 1947, un accord de cessez-le-feu est signé entre les maires de Jaffa et de Tel-Aviv. L’Irgoun et le groupe Stern refusèrent de déposer les armes. […] L’Armée de libération arabe continua le combat ». Le 4 janvier 1948, le Lehi organise un attentat à la voiture piégée près du quartier général d'al-Najjada, une organisation paramilitaire palestinienne (en fait, près de la maison communale, ou Saraya) à Jaffa, tuant 15 Arabes et en blessant 80 dont 20 gravement. Il y aura même encore quelques attentats contre les Britanniques en 1948, ceux-ci étant accusés de pencher vers la partie arabe du conflit. Le 3 février 1948, par exemple, deux policiers britanniques sont assassinés par le Stern. Le 29 février, le train Haïfa-Le Caire est miné près de Rehovot, et vingt-huit soldats britanniques sont tués, en représailles à un attentat arabe rue Ben-Yéouda (Jérusalem) qui avait tué 52 civils juifs, attentats où étaient impliqués deux déserteurs britanniques.
Nouveauté par rapport à leur histoire, le Lehi et l’Irgoun commencent à s’essayer à des combats d’infanterie classiques. Ainsi, autour de Jérusalem, Lifta et Romema sont le théâtre de combats journaliers entre miliciens arabes et juifs. Fin décembre, ils font l’objet de nombreux raids de la part de la Haganah, de l’Irgoun et du Lehi, et sont totalement évacués par leurs habitants.  Le 31 décembre, à la suite d'une attaque du Lehi qui fait 2 morts et 8 blessés, les 1 000 habitants de Qisarya (Césarée) au sud de Haïfa fuient leur village.
Mais l’opération la plus connue est celle menée contre le village de Deir Yassin.

### Massacre de Deir Yassin
Deir Yassin est un village d’environ 600 habitants situé à 5 km à l’ouest de Jérusalem. Le 9 avril 1948, en marge du cadre de l’opération Nahshon (une offensive de la Haganah), l’Irgoun et le Lehi attaquent le village. Mais leurs combattants ne sont pas encore bien entraînés aux opérations d’infanterie. Ils comptabilisent rapidement 5 morts et 35 blessés, dont plusieurs « officiers », et doivent faire appel à la Haganah pour faire évacuer leurs blessés et les soutenir pour la prise du village.
Après le retrait de la Haganah, l’Irgoun et le Lehi massacrent des dizaines de civils, ainsi que plusieurs combattants, fusillés après les combats. Les autres habitants sont chassés du village. Le bilan total des combats puis du massacre chez les Palestiniens est aujourd’hui estimé entre 100 et 120 morts, en majorité civils.
D’après le commandant adjoint de l’Irgoun à Jérusalem, Yehuda Lapidot, c’est le Lehi qui aurait proposé de « liquider les résidents du village après sa conquête [afin de] briser le moral des Arabes, et relever celui des juifs, affectés par la tournure des évènements et plus particulièrement par de récentes mutilations de cadavres juifs ». Yalin Mor, responsable politique de l’organisation et membre du « centre » (la direction du Lehi) semble avoir été choqué par le massacre. Il le condamnera un an plus tard, après la fin de la guerre.
Ce massacre suscite l’indignation de la communauté internationale. Ben Gourion le condamne ainsi que les principales autorités juives : la Haganah, le Grand Rabbinat, et l’Agence juive qui envoie une lettre de condamnation, d’excuses et de condoléances au roi Abdullah. « Mais aucune action concrète ne sera entreprise contre les organisations dissidentes, et la direction sioniste entérine le même jour un accord de coopération entre la Haganah et l’Irgoun  [négocié avant Deir Yassin], en vue de l’intégration de ses forces dans la future armée de l’État juif ».
Benny Morris considère que « l’effet immédiat le plus important du massacre et de la campagne médiatique sur l’atrocité qui suivit, fut de […] promouvoir la peur, et plus tard la fuite panique des villages et villes de Palestine ».

### L’intégration du Lehi dans l’armée israélienne
Le 14 mai 1948, l’État d’Israël est proclamé, et l’Agence juive se transforme en gouvernement provisoire. Plusieurs contingents de troupes régulières des pays arabes voisins (la Transjordanie, l’Irak, l’Égypte, la Syrie et le Liban, ainsi que de petits contingents soudanais, saoudiens, yéménites et libyens) pénètrent en Palestine. Les combats deviennent des combats d’infanterie classiques où les anciennes pratiques de guérilla urbaine et d’attentats n’ont plus cours. Le 26 mai 1948, l’armée israélienne (Tsahal) est donc créée, et intègre immédiatement la Haganah. Le 29 mai 1948, les membres du Lehi se joignent à l’armée israélienne (le 1er juin pour l’Irgoun, en vertu d’un accord signé le 9 avril avec l’Agence juive).
Malgré ces intégrations, l’Irgoun et le Lehi continuent à exister jusqu’en septembre à Jérusalem, ville prévue par l’ONU pour devenir une « zone internationale » mais où s’affrontent la Légion arabe et les forces juives. Les accords nationaux d’intégration de ces organisations à Tsahal ne s’y appliquent donc pas, même si sur le terrain, les groupes de combat de l’Irgoun et du Stern se coordonnent avec l’armée. Yitzhak Shamir, qui vient de rentrer d’exil, reprend son poste de chef des opérations de l’organisation.
Lors de la « Guerre des 10 jours » (9 juillet – 18 juillet 1948), après la première trêve, le Lehi connaît ses derniers combats, mais sans succès. Le commandement israélien lance en effet l’opération Kedem, qui vise à prendre toute la ville de Jérusalem, et surtout la vieille ville. Prévue dans un premier temps pour être menée par l’Irgoun et le Lehi le 8 juillet, juste après la fin de la première trêve, l’opération Kedem est reportée par David Shaltiel, commandant de Jérusalem. En effet, celui-ci met en doute leurs chances de succès. Le 9 avril, ces groupes auraient effectivement échoué à capturer le village mal défendu de Deir Yassin sans l’aide de la Haganah.
Les forces de l’Irgoun, commandées par Yehuda Lapidot (Nimrod), doivent entrer par la porte de Bab al Jedid, le Lehi passant par le mur partant de Bab al Jedid et par la porte de Jaffa, enfin le bataillon Beit Hiron passant par le mont Sion. La bataille est finalement prévue pour débuter au shabbat, le vendredi 16 juillet à 20 h, un jour avant le second cessez-le-feu. Cependant, l’organisation se passe mal et l’opération est reportée à 23 h puis à minuit, pour en fin de compte commencer à 2 h 30 du matin. L’Irgoun réussit à se frayer un chemin par la porte Bab al Jedid, mais les autres escouades, dont celles du Lehi, échouent dans leurs objectifs. Le 17 à 5 h 45, David Shaltiel est contraint d’ordonner la cessation des hostilités et de replier ses troupes. Une nouvelle trêve entre en vigueur le 18 juillet, et les combats cessent.
Les gardiens des camps de concentration israéliens ont été recrutés en partie dans les rangs du Lehi.

### L’assassinat de Bernadotte
S’il a vécu ses derniers combats « classiques », le Lehi n’a pas encore entrepris son dernier attentat. Ce fut l’assassinat du médiateur des Nations unies.

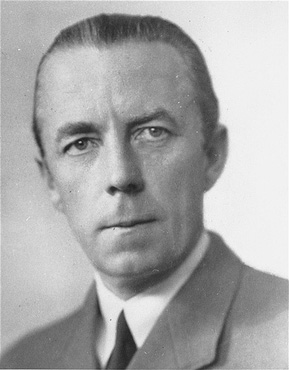
Folke Bernadotte, émissaire des Nations unies, assassiné par le Lehi à Jérusalem en 1948

Le 20 mai 1948, une semaine après la déclaration d’indépendance d’Israël, le comte Folke Bernadotte est nommé par l’ONU, « médiateur pour la Palestine ».
Très vite, la tension avec la partie israélienne grandit. Le 27 juin, le comte propose un premier plan, avec un État israélien sur 20 % de la Palestine. Ce plan est rejeté par toutes les parties, y compris arabes. Bernadotte devient la cible, en Israël, d’une campagne de presse le dénonçant comme pro-britannique. Le 1er août, Israël Eldad déclare, lors d’une assemblée publique à Jérusalem : « Les combattants pour la liberté d’Israël adressent une mise en garde aux observateurs de Nations Unies [et] aux généraux de Bernadotte […]. Nous emploierons contre les représentants d’un pouvoir étranger les mêmes méthodes que nous avons employées contre les Britanniques ». D’après Israël Eldad, la décision de tuer Bernadotte est prise en août par les dirigeants du « centre »,.
Le 16 septembre, Folke Bernadotte propose un nouveau plan de partage de la Palestine et le rapatriement (ou dédommagement) des réfugiés. Ce second plan est de nouveau refusé par les Israéliens et les pays arabes.
Le 17 septembre, le comte est assassiné à Jérusalem avec le colonel Serot par un commando de quatre hommes.
On sait aujourd’hui que « le meurtre a été planifié par Zettler, le commandant de la section de Jérusalem (la dernière en activité et la plus dure), qu’il a été décidé en août au plus haut niveau par les trois responsables du centre et que l’exécution en a été confiée à un vétéran du Lehi, Yéhochua Cohen ». Les deux autres tireurs étaient Yitzhak Ben-Moshe et « Gingi » Zinger, et le conducteur de la jeep s’appelait Meshulam Makover.
L’assassinat de Bernadotte suscite une condamnation universelle. Le Lehi est immédiatement suspecté. « En 24 heures, plus de 250 membres du Lehi sont interpellés dans tout le pays. Le gouvernement en profite pour dissoudre les unités de l’IZL à Jérusalem, bien qu’il sache qu’elles n’ont pas été mêlées au crime. Le surlendemain le Lehi est officiellement dissout au titre d’une loi "pour la prévention du terrorisme" ». L’entreprise d’intégration du Lehi et de l’Irgoun à Tsahal, largement entamée pendant la première trêve, est donc achevée avec la seconde. « Zettler affirmera avoir reçu une promesse explicite du ministre de l’Intérieur Yitzhak Grünbaum : "vous serez condamnés pour satisfaire l’opinion mondiale. Après quoi vous serez amnistiés" ». De fait, « Yalin Mor et son adjoint [Mattiyahu Shmulovitz], condamnés le 2 février 1949 à plusieurs années de prison, non pour meurtre mais pour appartenance à une organisation terroriste, seront relâchés deux semaines après […] tous les autres détenus du Lehi bénéficieront d’une amnistie générale ».
Des trois dirigeants du groupe Stern qui avaient envoyé les tueurs en mission, à savoir Israël Eldad, Nathan Yalin Mor et Yitzhak Shamir, seul Nathan Yalin Mor passa donc en jugement.

## Mémoire du Lehi et du groupe Stern

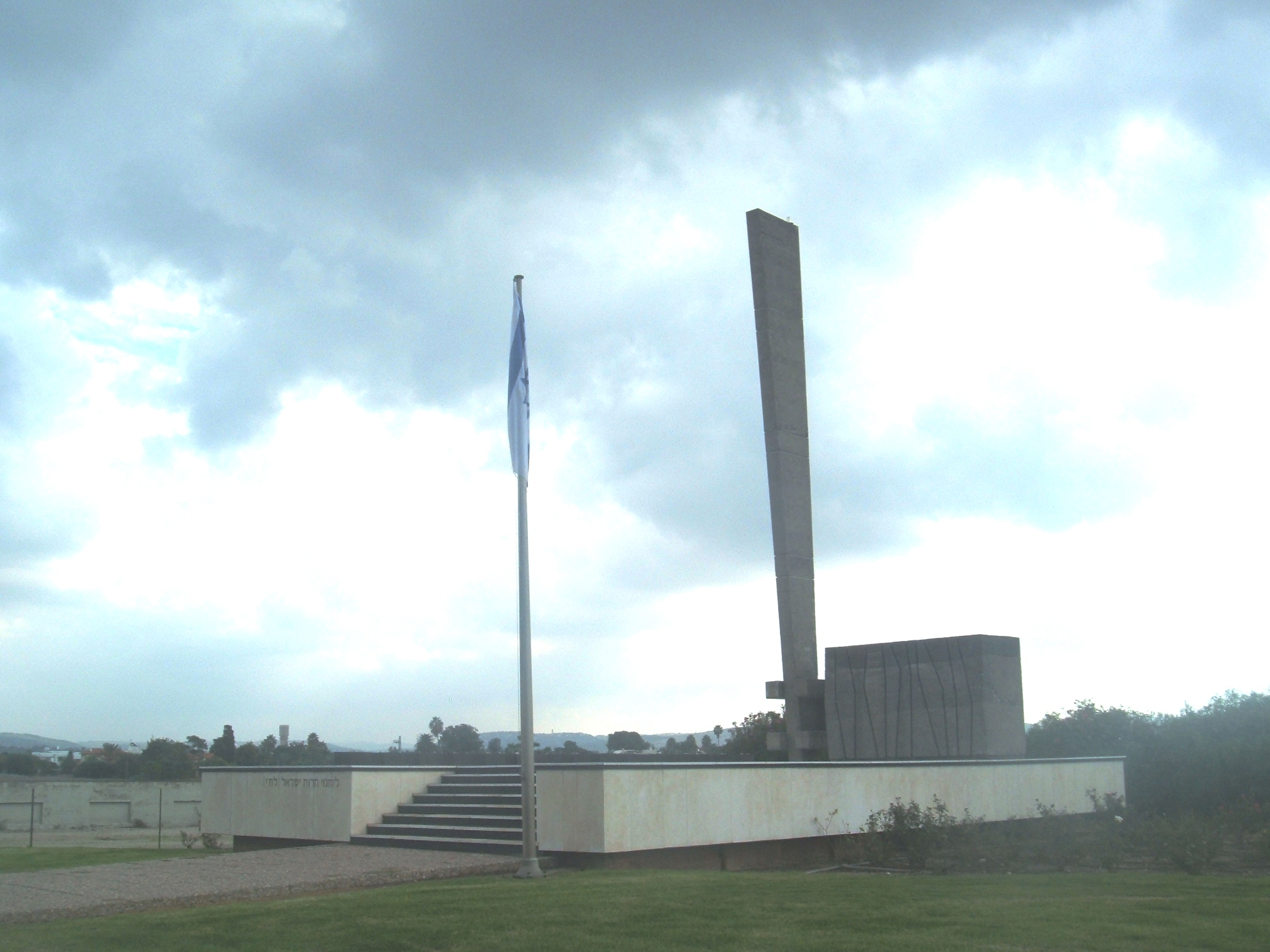
Monument érigé en souvenir du Lehi, près de Kiryat Ata.

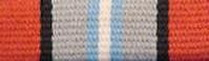
Le ruban du Lehi, attribué par l’État d’Israël aux anciens membres du Lehi.

Fin 1948, des anciens membres du Lehi créent un éphémère « parti des combattants ». Avec 5 300 suffrages, celui-ci obtient 1 siège à la Knesset de janvier 1949, dont Nathan Yalin Mor fut le titulaire.
Un premier et unique congrès du parti se tient du 20 au 27 mars 1949. Trois tendances s’identifient, recouvrant en partie les sympathies des trois dirigeants historiques : une tendance d’« extrême droite » autour d’Israël Eldad, une tendance « centriste » autour de Yitzhak Shamir et Nathan Yalin Mor (qui malgré ses prises de position pro-soviétique hésite encore à basculer franchement à gauche) et une petite gauche pro-soviétique.
Surtout uni par son ultra-nationalisme, mais très divisé sur les autres sujets, le parti éclate rapidement. Ce sont Eldad et ses partisans qui, mis en minorité, sont les premiers à faire scission. Le parti condamne les accords d'armistice israélo-arabes de 1949, qui attribuent à l’Égypte et à la Jordanie 23 % de la Palestine mandataire, réclamant encore et toujours un État juif unifié sur toute la Palestine, voire sur la Jordanie.
Beaucoup des anciens du Lehi, à l’exception toutefois de Yalin Mor et d’Eldad, rejoignirent après la dissolution du « parti des combattants » le nouveau parti Herout de la droite nationaliste.
Ce sont trois anciens membres du Lehi qui abattent Rudolf Kastner dans la nuit du 3 mars 1957. Shamir rejoignit le Mossad après l’indépendance, puis adhéra au Herout en 1969. Il succéda à Menahem Begin au poste de Premier ministre en 1983, sans que son rôle ancien dans les assassinats de lord Moyne ou de Bernadotte lui nuise.
Nathan Yalin Mor, fidèle à son orientation pro-soviétique, évolua vers les mouvements pacifistes israéliens, et devint un compagnon de route du parti communiste d'Israël après 1967. Il participa par exemple le 11 mai 1973 à une conférence israélo-arabe tenue à Bologne « pour la paix et la justice au Proche-Orient », au côté du Parti communiste israélien, ou de personnalités comme le pacifiste Uri Avnery. Israël Eldad devint le maître à penser de l’extrême droite des années 1950 et 1960. Au contraire de Shamir, l’un et l’autre n’eurent plus qu’une influence marginale.
Le tireur du commando ayant assassiné Bernadotte, Yehoshua Cohen, devint le garde du corps personnel de Ben Gourion, après le retrait de celui-ci au kibboutz de Sde Boker.
Bien que son souvenir soit toujours très controversé en Israël, un timbre est édité en 1978 (pour le trentième anniversaire de l’indépendance) à la mémoire d’Avraham Stern, sous le gouvernement de Menahem Begin.
Le même gouvernement institue en 1980 le ruban des anciens du Lehi, qui peut être attribué officiellement à tous les anciens membres qui souhaitent le porter.
La mémoire du groupe Stern est entretenue au musée du Lehi, dépendant de l’unité des musées du ministère de la Défense israélien,.